# Lucilia bufonivora
Lucília bufonivora ou mosca-sapeira é um membro da família de moscas Calliphoridae .  O adulto normalmente se alimentam de pólen e néctar de flores, enquanto as larvas são parasitóides que se alimentam, principalmente  da carne de  sapo comum (Bufo Bufo), levando o sapo a morte, apesar de terem sido encontrados como parasitas em outras espécies de rãs e sapos. É comum no noroeste da Europa.